# クリームソース
クリームソースはソースの一種で、ベシャメルソースに生クリームを加えたもの。
「生クリームを煮詰めて塩・胡椒・レモン汁などで味を調えたもの」がクリームソースと呼ばれることもある。こちらは肉料理やフリカッセなどに使われる。
生クリームをベースとするパスタのソースをクリームソースと呼ぶこともある。この場合、フランス式のパスタにはベシャメルソースを使用するが、イタリア料理では生クリームや牛乳を使用し、加熱して煮詰めて使用している。また、カルボナーラがクリームソースベースの代表的なパスタだと思われがちだが、カルボナーラの発祥とされるローマの伝統的な調理法では、生クリームやベシャメルソースは使用しない。